# Ԋ
Ԋ, ԋ – litera rozszerzonej cyrylicy, wykorzystywana w alfabecie Mołodcowa służącym do zapisu języka komi w latach 1920–1929 oraz 1936–1939. Litera ta służyła do oznaczania dźwięku [ɲ].

## Kodowanie
| Znak                   | Ԋ                                | Ԋ                                | ԋ                              | ԋ                              |
| ---------------------- | -------------------------------- | -------------------------------- | ------------------------------ | ------------------------------ |
| Nazwa w Unikodzie      | cyrillic capital letter komi nje | cyrillic capital letter komi nje | cyrillic small letter komi nje | cyrillic small letter komi nje |
| Kodowanie              | dziesiątkowo                     | szesnastkowo                     | dziesiątkowo                   | szesnastkowo                   |
| Unicode                | 1290                             | U+050A                           | 1291                           | U+050B                         |
| UTF-8                  | 212 138                          | d4 8a                            | 212 139                        | d4 8b                          |
| Odwołania znakowe SGML | &#1290;                          | &#x050A;                         | &#1291;                        | &#x050B;                       |